# Andrzej Protasiuk

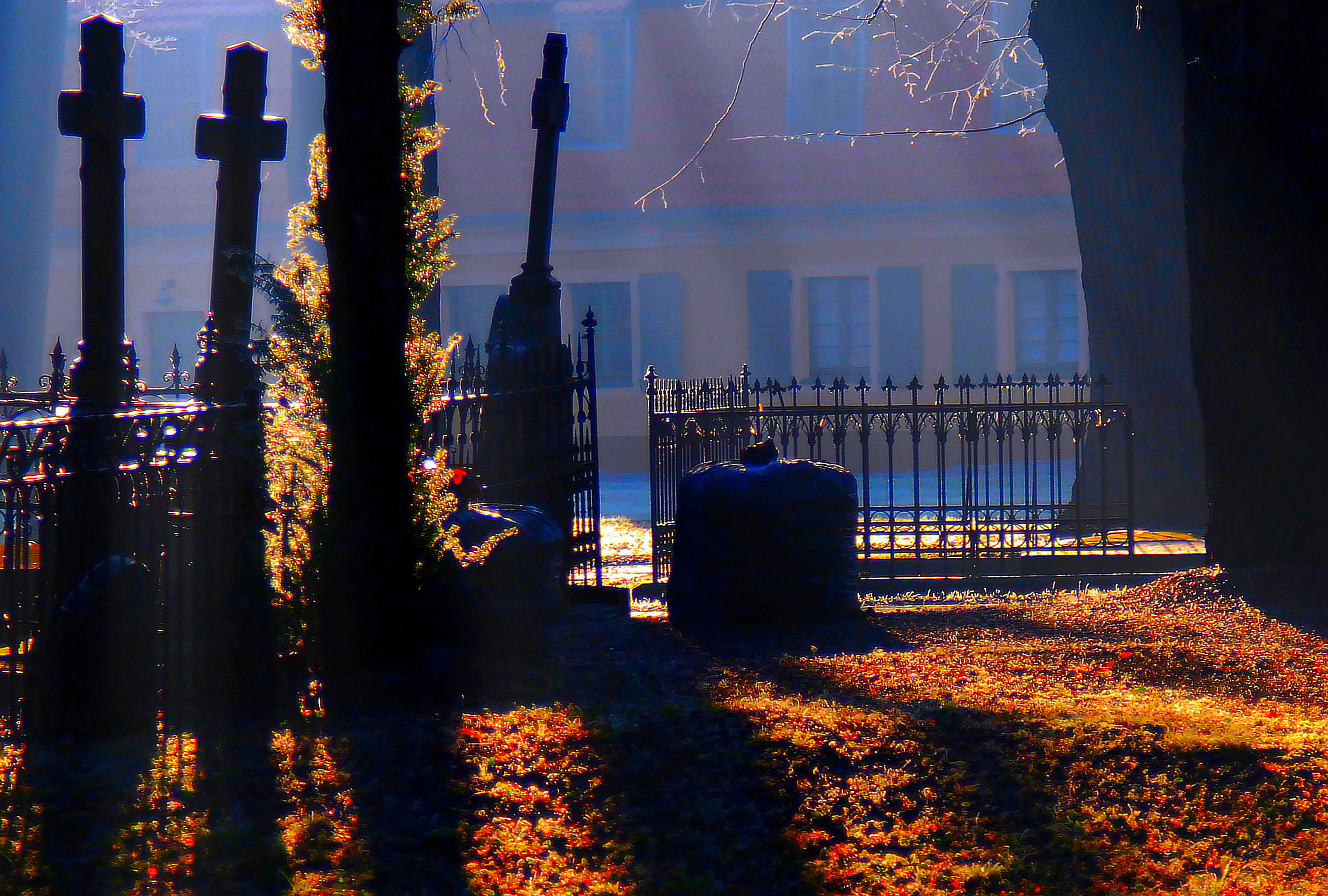
Foto: Andrzej Protasiuk

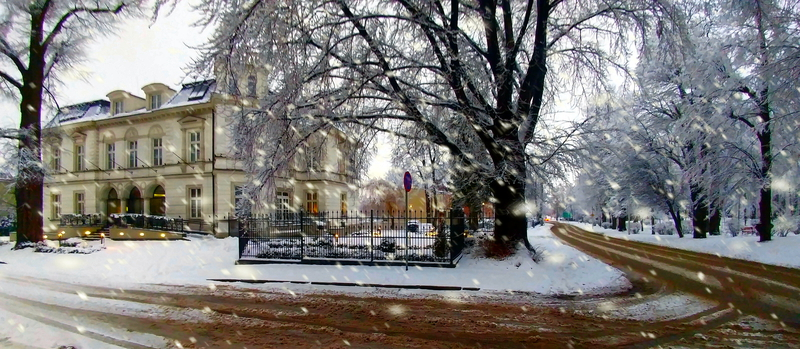
Foto: Andrzej Protasiuk

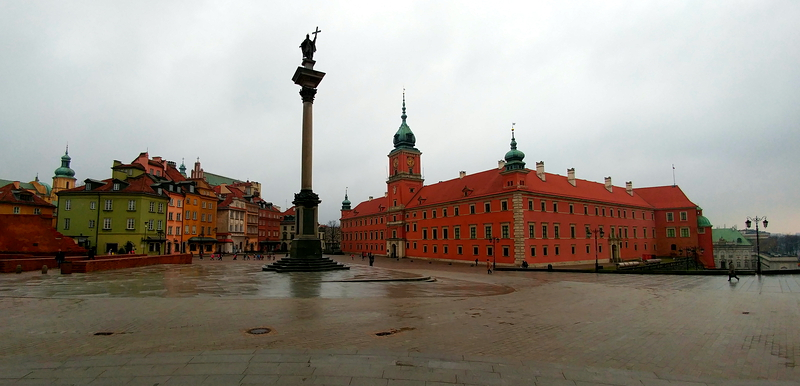
Foto: Andrzej Protasiuk

Andrzej Protasiuk (ur. 1958) – polski artysta fotograf, uhonorowany tytułem Excellence FIAP for Services Rendered (ESFIAP). Członek założyciel i prezes Zarządu Wałbrzyskiego Towarzystwa Fotograficznego. Przewodniczący Prezydium Rady Federacji Amatorskich Stowarzyszeń Fotograficznych w Polsce. Wiceprezydent miasta Świdnicy.

## Życiorys
Andrzej Protasiuk związany ze świdnickim środowiskiem fotograficznym – od 1978 roku jest animatorem i popularyzatorem artystycznych działań fotograficznych w Świdnicy. Jest inicjatorem i współorganizatorem stałej Galerii Fotografii w Świdnicy. Od 1983 roku jest inicjatorem i współorganizatorem cyklicznej imprezy – Dni Fotografii w Świdnicy, organizowanych przez Świdnicki Ośrodek Kultury we współpracy z Miejską Biblioteką Publiczną im. Cypriana Kamila Norwida oraz Muzeum Dawnego Kupiectwa w Świdnicy. Był inicjatorem Fotograficznych Plenerów Aktu w Zamku Książ w Wałbrzychu. Był ostatnim przewodniczącym Prezydium Rady Federacji Amatorskich Stowarzyszeń Fotograficznych w Polsce, która zakończyła działalność w 1989 roku. W latach 1989–1993 był stałym przedstawicielem Polski w Międzynarodowej Federacji Sztuki Fotograficznej FIAP.
Andrzej Protasiuk jest autorem i współautorem wielu wystaw fotograficznych; indywidualnych i zbiorowych, prezentowanych w Polsce i za granicą. Jest laureatem wielu medali, nagród, wyróżnień, dyplomów, listów gratulacyjnych. W 1988 roku za twórczość artystyczną i pracę na rzecz fotografii, został wyróżniony Nagrodą Artystyczną im. Stanisława Wyspiańskiego. W 1989 roku został uhonorowany Medalem 150-lecia Fotografii. Uczestniczy w pracach jury Międzynarodowego Konkursu Fotograficznego Zestaw, organizowanego w ramach Dni Fotografii w Świdnicy. Przez dwie kadencje był wiceprezydentem Świdnicy.
Andrzej Protasiuk został uhonorowany przez Międzynarodową Federację Sztuki Fotograficznej tytułem Excellence FIAP for Services Rendered (ESFIAP), za pracę na rzecz fotografii oraz długoletnią pracę na rzecz FIAP. W 2024 został laureatem Nagrody Kulturalnej Dolnego Śląska „Silesia”.

## Odznaczenia
- Medal 150-lecia Fotografii (1989)[1]